# Euploea punicea
Euploea punicea är en fjärilsart som beskrevs av Grose-smith 1894. Euploea punicea ingår i släktet Euploea och familjen praktfjärilar. Inga underarter finns listade i Catalogue of Life.